# ジョディー・シェクター
ジョディー・デイヴィッド・シェクター（Jody David Scheckter, 1950年1月29日 - ）は、南アフリカ生まれのレーシングドライバー。1979年のF1ワールドチャンピオンであるが、2000年にミハエル・シューマッハが達成するまでの21年間、フェラーリでドライバーズ・チャンピオンを獲得した最後のドライバーであった。
愛称は「リトル・ベアー（小熊）」。兄のイアン・シェクターもF1ドライバーで、息子のトーマス・シェクターはインディカー・シリーズに参戦していた。

## 経歴

### レースキャリア
1970年に南アフリカのフォーミュラ・フォード・シリーズで優勝し、ヨーロッパ行きのチャンスを得た。ジュニアカテゴリでの活躍が注目され、1972年にマクラーレンからスポット参戦でF1デビューした。
1973年もマクラーレンのサードカーでスポット参戦。デビュー3戦目となるフランスGPでは一時トップを走行したが、エマーソン・フィッティパルディと絡んでリタイアした。続くイギリスGPではピット前でスピンして後続8台を巻き込む多重接触事故を起こし、F1史上初の赤旗レース中断の原因を作り、一時休養を命じられた。復帰戦のカナダGPではティレルのフランソワ・セベールとまた接触事故を起こしクラッシュするが、速さに着目したケン・ティレルは翌年に向けセベールのチームメイトとしてシェクターにオファーし契約する。
当時は才能と同時にその非常に攻撃的なドライビングスタイルが目立っていたが、1973年の最終戦アメリカGPで、翌年チームメイトになる予定だったセベールが惨死する現場を目撃して以来、安全を第一と考える姿勢に変わった。「私は彼の死亡事故の現場に、最初にたどり着いたドライバーでした。その時私は初めて、本当にこのスポーツで死ぬ事があるのだと思いました。今まで死亡事故の話を聞いてはいましたが、それは私とは違う世界で起きている事だとずっと思っていました。でも彼（セベール）の死亡事故を目の当たりにして以来、『攻めの走りをいつもする必要はない、このままでは本当に死んでしまう』と信じるようになったのです」とコメントした。

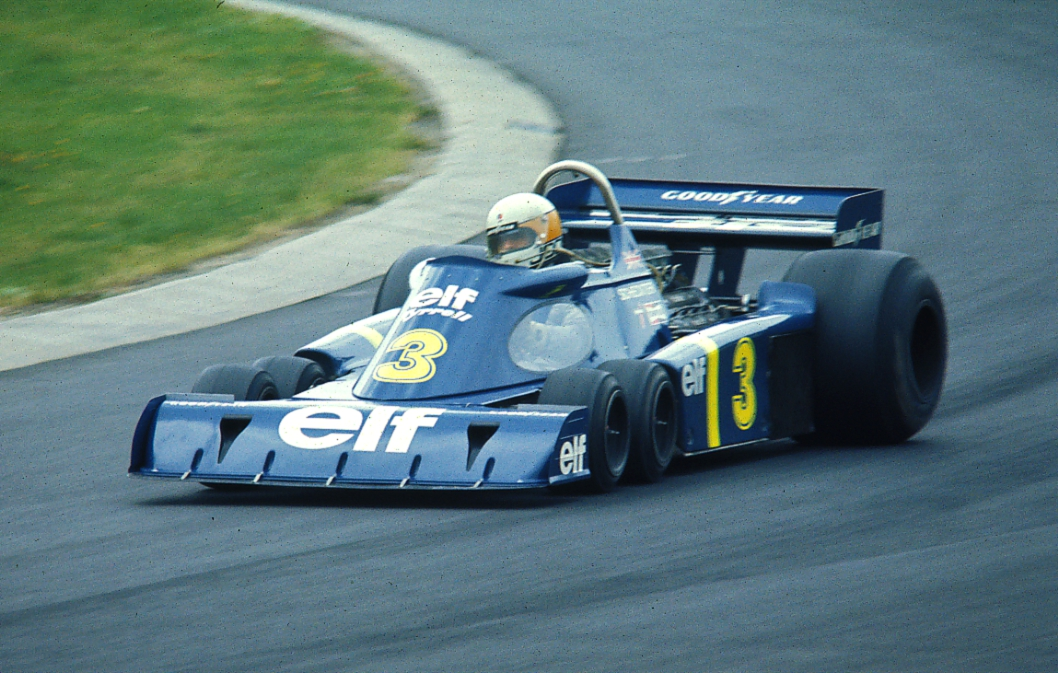
ティレル・P34に乗るシェクター（1976年）

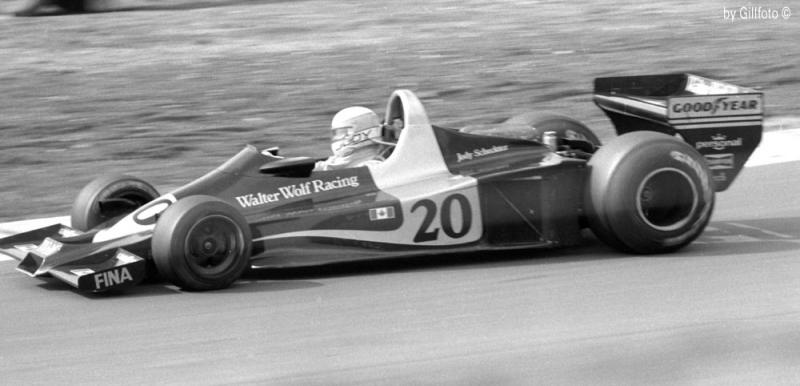
ウルフ・WR1に乗るシェクター

1974年にティレルからフル参戦を果たすと、早くもそのシーズンのスウェーデンGPで初優勝を達成し、チャンピオン争いを演じた。1976年には、6輪車「P34」を駆り、スウェーデンGPでは、チームメイトのパトリック・デパイユと共に、1-2フィニッシュを果たした（これはF1の歴史において、「4輪でない」車が優勝した唯一の記録である）。
1977年には、この年より参戦を果たしたウルフチームへ移籍した。いきなりデビュー戦となるアルゼンチンGPで優勝を果すなど、シーズン3勝を挙げてランキング2位と活躍。翌年は低迷したものの、実績が認められて名門フェラーリへ招かれた。
1979年にフェラーリへ移籍し、いぶし銀の走りで3勝を挙げ、初のワールド・チャンピオンを獲得した。この年はチームメイトのジル・ヴィルヌーヴもランキング2位になり、コンストラクターズ・チャンピオンも獲得するなど、フェラーリ勢がグランプリ界を席巻した印象であった。シェクターは常に全力走行のヴィルヌーブを「かつての自分のようだ」と認める一方、自らはチャンピオン獲得のため堅実にポイントを稼ぐプロフェッショナルなレース運びをみせた。また、二人の関係は良好で、ヴィルヌーヴはナンバー2ドライバーとして、ナンバー1ドライバーのシェクターをよく補佐した。
ところが、翌1980年のマシン「312T5」は駄作で、一転してフェラーリはコンストラクターズ10位に沈む。前年に113ポイントを獲得したというのに、この年はわずか8ポイントにとどまった。シェクターも走らないマシンに手を焼き、終盤のカナダGPでは予選落ちを喫してしまう。首脳陣との関係は悪化し、「今のフェラーリはマシンが爆発炎上して粉々になってもドライバーを無傷で守ってくれるほど頑丈なカミオン（トラック）だ」と言い切り、シェクターは30歳の若さでF1から引退してしまった。

### 引退後
その後は、アメリカで護身用兵器の訓練を扱うビジネスを立ち上げ、実業家としても成功を収める。『世界まるごとHOWマッチ』（毎日放送）に「映像機器販売会社の社長」として登場したり、湾岸戦争では軍事評論家としてCNNに出演した。
その後、会社を売却して巨額の資産を得ており、イギリスのスポーツ選手長者番付では上位にランクインしている。2010年における推定資産は6,000万ポンド（約86億1,600万円）。現在はイギリスハンプシャー州で有機農業を営んでおり、ホンダF1チームのスポンサーとして、ケータリングの食材を供給した。

## F1での年度別成績
| 年     | 所属チーム   | シャシー | 1       | 2       | 3       | 4       | 5     | 6       | 7       | 8       | 9       | 10      | 11      | 12      | 13      | 14      | 15      | 16      | 17     | WDC       | ポイント |
| ------ | ------------ | -------- | ------- | ------- | ------- | ------- | ----- | ------- | ------- | ------- | ------- | ------- | ------- | ------- | ------- | ------- | ------- | ------- | ------ | --------- | -------- |
| 1972年 | マクラーレン | M19A     | ARG     | RSA     | ESP     | MON     | BEL   | FRA     | GBR     | GER     | AUT     | ITA     | CAN     | USA 9   |         |         |         |         |        | NC (29位) | 0        |
| 1973年 | マクラーレン | M19A     | ARG     | BRA     | RSA 9   | ESP     | BEL   | MON     | SWE     |         |         |         |         |         |         |         |         |         |        | NC (29位) | 0        |
| 1973年 | マクラーレン | M23      |         |         |         |         |       |         |         | FRA Ret | GBR Ret | NED     | GER     | AUT     | ITA     | CAN Ret | USA Ret |         |        | NC (29位) | 0        |
| 1974年 | ティレル     | 006      | ARG Ret | BRA 13  | RSA 8   |         |       |         |         |         |         |         |         |         |         |         |         |         |        | 3位       | 45       |
| 1974年 | ティレル     | 007      |         |         |         | ESP 5   | BEL 3 | MON 2   | SWE 1   | NED 5   | FRA 4   | GBR 1   | GER 2   | AUT Ret | ITA 3   | CAN Ret | USA Ret |         |        | 3位       | 45       |
| 1975年 | ティレル     | 007      | ARG 11  | BRA Ret | RSA 1   | ESP Ret | MON 7 | BEL 2   | SWE 7   | NED 16  | FRA 9   | GBR 3   | GER Ret | AUT 8   | ITA 8   | USA 6   |         |         |        | 7位       | 20       |
| 1976年 | ティレル     | 007      | BRA 5   | RSA 4   | USW Ret | ESP Ret |       |         |         |         |         |         |         |         |         |         |         |         |        | 3位       | 49       |
| 1976年 | ティレル     | P34      |         |         |         |         | BEL 4 | MON 2   | SWE 1   | FRA 6   | GBR 2   | GER 2   | AUT Ret | NED 5   | ITA 5   | CAN 4   | USA 2   | JPN Ret |        | 3位       | 49       |
| 1977年 | ウルフ       | WR1      | ARG 1   | BRA Ret | RSA 2   | USW 3   |       | MON 1   |         | SWE Ret |         | GBR Ret |         |         |         | ITA Ret |         | CAN 1   |        | 2位       | 55       |
| 1977年 | ウルフ       | WR2      |         |         |         |         | ESP 3 |         |         |         |         |         | GER 2   |         | NED 3   |         | USA 3   |         |        | 2位       | 55       |
| 1977年 | ウルフ       | WR3      |         |         |         |         |       |         | BEL Ret |         | FRA Ret |         |         | AUT Ret |         |         |         |         | JPN 10 | 2位       | 55       |
| 1978年 | ウルフ       | WR4      | ARG 10  |         |         |         |       |         |         |         |         |         |         |         |         |         |         |         |        | 7位       | 24       |
| 1978年 | ウルフ       | WR1      |         | BRA Ret | RSA Ret |         | MON 3 | BEL Ret |         |         |         |         |         |         |         |         |         |         |        | 7位       | 24       |
| 1978年 | ウルフ       | WR3      |         |         |         | USW Ret |       |         |         |         |         |         |         |         |         |         |         |         |        | 7位       | 24       |
| 1978年 | ウルフ       | WR5      |         |         |         |         |       |         | ESP 4   | SWE Ret | FRA 6   | GBR Ret | GER 2   | AUT Ret |         | ITA 12  |         |         |        | 7位       | 24       |
| 1978年 | ウルフ       | WR6      |         |         |         |         |       |         |         |         |         |         |         |         | NED 12  |         | USA 3   | CAN 2   |        | 7位       | 24       |
| 1979年 | フェラーリ   | 312T3    | ARG Ret | BRA 6   |         |         |       |         |         |         |         |         |         |         |         |         |         |         |        | 1位       | 51 (60)  |
| 1979年 | フェラーリ   | 312T4    |         |         | RSA 2   | USW 2   | ESP 4 | BEL 1   | MON 1   | FRA 7   | GBR 5   | GER 4   | AUT 4   | NED 2   | ITA 1   | CAN 4   | USA Ret |         |        | 1位       | 51 (60)  |
| 1980年 | フェラーリ   | 312T5    | ARG Ret | BRA Ret | RSA Ret | USW 5   | BEL 8 | MON Ret | FRA 12  | GBR 10  | GER 13  | AUT 13  | NED 9   | ITA 8   | CAN DNQ | USA 11  |         |         |        | 19位      | 2        |

- 太字はポールポジション、斜字はファステストラップ。(key)

## 補足
- 1973年カナダGPとアメリカGPに於いてF1で初めてカーナンバー0番を付けている。カーナンバー0番をつけたドライバーは他に1993年のデイモン・ヒルがいるだけであるが、ヒルもシェクターと同じく、後にドライバーズ・チャンピオンを獲得している。